# Ansje van Brandenberg
Ansje van Brandenberg, geboren als Ans Marie Pont (Amsterdam, 28 februari 1933), is een Nederlands actrice, presentatrice en cabaretière.

## Jeugd en opleiding
Van Brandenberg is de dochter van Johannes Petrus Pont, indertijd werkzaam bij de Dienst Grootboeken der Nationale Schuld en Emma Wilhelmina Maria Flower, tot haar huwelijk leidster bij een vereniging voor jeugdwerk. Ze groeide op in Amsterdam. Als gevolg van de Tweede Wereldoorlog kon ze weinig lagereschoolonderwijs volgen. Ze deed een toelatingscursus om naar het Vossius Gymnasium te kunnen gaan, een school waar naast de reguliere vakken ook toneel en muziek werd gedoceerd. Hier behaalde ze haar gymnasium-alfadiploma.
Ze was getrouwd met Hans Boskamp.

## Werk
Hierna volgde ze bij de toneelgroep Comedia onder leiding van Cor Hermus en Joan Remmelts toneellessen en ging daarna als actrice aan de slag bij de Nederlandse Comedie. en het Rotterdams Toneel. Ze trouwde in 1954 met de acteur en regisseur Steye van Brandenberg en verhuisde naar Rotterdam waar het Rotterdams Toneel is gevestigd. Na een onderbreking in verband met haar zwangerschap waarbij ze ontslagen werd, keerde ze in 1956, na de geboorte van twee kinderen, terug als televisieomroepster bij de NCRV. Dit zou ze blijven doen tot 1964. Daarnaast werkte ze nog als entertainer met een groep acteurs voor het ministerie van Defensie in begin jaren zestig waar ze optrad voor dienstplichtigen. Naast het reguliere omroepwerk verzorgde ze ook het commentaar bij diverse programma's.

## Cabaret en theater

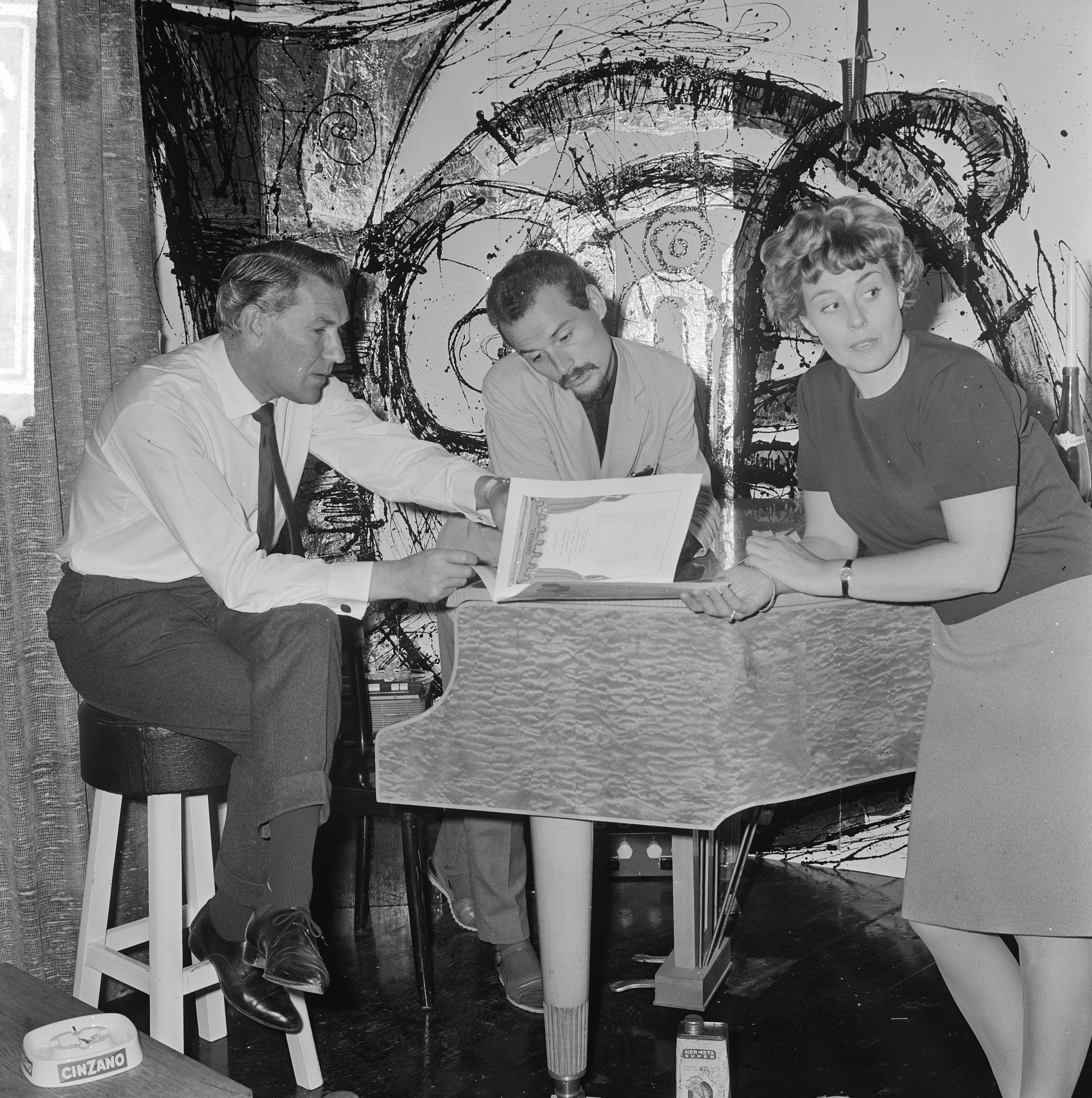
Theatercafé in Rotterdam (1964), met pianist Rob van de Linde en Steye en Ansje van Brandenberg

In 1964 opende ze in Rotterdam haar eigen theatercafé ‘t Winkeltje waar ze elke avond een serie optredens verzorgde. Hier werkte ze samen met andere cabaretiers als Jos Brink, Frans Halsema en de zangers Saskia & Serge. Met Ivo de Wijs en Seth Gaaikema richtte ze het cabaretfestival Cameretten op. In 1974 sloot het theatercafé en toerde ze met Robert Long met een programma door Nederland en België. Hierna was ze twaalf jaar lang theaterdirecteur van de schouwburg van Spijkenisse. Bij haar afscheid werd ze benoemd tot Ridder in de Orde van Oranje-Nassau en hield Freek de Jonge een speciaal voor haar geschreven conference.

## Televisie
Op televisie presenteerde ze samen met Pim Jacobs het muziekprogramma Rodeo. Ook presenteerde ze het kinderprogramma De pruikenmaker en de prins en programma's zoals Applaus, Van grote K naar kleine k, Café-chantant 't Winkeltje, Vijfenveertig en Stel je voor. Daarnaast speelde ze als actrice ook rollen op de televisie waaronder Patricia van Wijngaarden in de serie De kleine waarheid en speelde ze in het programma Vandaag of morgen en in de cabaretvoorstelling In zakformaat. In 1990 deed ze nog mee aan het programma Tien voor Taal. Als zangeres bracht ze twee lp's uit, Een avond in 't Winkeltje (1969) met cabaretnummers en Vandaag (1974) met luisterliedjes.